# Euphorbia crispa
Euphorbia crispa là một loài thực vật có hoa trong họ Đại kích. Loài này được (Haw.) Sweet mô tả khoa học đầu tiên năm 1826.